# Kansai
La regió de Kinki (近畿地方) o Kansai (関西), es troba al mig de l'illa principal del Japó, Honshu. El Ki (畿) del terme Kinki en japonès, miyako, vol dir ciutat o metròpoli. Es remunta al període Edo en el qual la capital del Japó estava localitzada en aquesta regió.
S'hi parla el dialecte kansai del japonès.

## Geografia

### Prefectures
La regió de Kansai comprèn les prefectures de:
|   | Prefectura | Nombre mun. | Població (hab) [2020] | Superfície (km²) | Densitat (hab/km²) |
| - | ---------- | ----------- | --------------------- | ---------------- | ------------------ |
| 1 | Osaka      | 43          | 8.825.982             | 1.905,14         | 4.633              |
| 2 | Hyogo      | 41          | 5.450.393             | 8.400,94         | 649                |
| 3 | Kyoto      | 26          | 2.576.336             | 4.612,20         | 559                |
| 4 | Mie        | 29          | 1.772.011             | 5.774,41         | 307                |
| 5 | Shiga      | 19          | 1.413.774             | 4.017,38         | 352                |
| 6 | Nara       | 39          | 1.326.292             | 3.690,94         | 359                |
| 7 | Wakayama   | 30          | 916.843               | 4.724,64         | 194                |
|   | KANSAI     | 227         | 22.281.631            | 33.112,42        | 672,9              |

De vegades també s'inclouen les prefectures de Fukui (Hokuriku), Tokushima (Shikoku) o inclús Tottori (Chugoku), així com sovint també s'inclou la prefectura de Mie a la regió del Tokai.

### Ciutats més poblades
| Posició | Municipi     | Prefectura | Població  |
| ------- | ------------ | ---------- | --------- |
| 1       | Osaka        | Osaka      | 2 668 586 |
| 2       | Kobe         | Hyogo      | 1 530 847 |
| 3       | Kyoto        | Kyoto      | 1 474 570 |
| 4       | Sakai        | Osaka      | 835 333   |
| 5       | Himeji       | Hyogo      | 536 170   |
| 6       | Higashiosaka | Osaka      | 509 157   |
| 7       | Nishinomiya  | Hyogo      | 477 156   |
| 8       | Amagasaki    | Hyogo      | 461 202   |
| 9       | Hirakata     | Osaka      | 406 021   |
| 10      | Toyonaka     | Osaka      | 387 269   |